# باغ آسيا
باغ آسيا (بالفارسية: باغ آسیا) هي قرية تقع في منطقة مركزية ريفية في إيران. يقدر عدد سكانها بـ 1,690 نسمة .